# Qudsaya
Qudsaya (en arabe : قدسيا) est une ville du gouvernorat de Rif Dimachq, en Syrie, en banlieue ouest de Damas. Sa population en 2004 est de 33 571 personnes. C'est le chef-lieu du district éponyme. 